# Hemiopinus
Hemiopinus is een geslacht van kevers uit de familie  
kniptorren (Elateridae).
Het geslacht is voor het eerst wetenschappelijk beschreven in 1883 door Fairmaire.

## Soorten
Het geslacht omvat de volgende soorten:
- Hemiopinus hildebrandit Fairmaire
- Hemiopinus hildebrandti Fairmaire, 1883
- Hemiopinus metallicus Candèze, 1889